# St. Landry megye
Saint Landry megye az Amerikai Egyesült Államokban, azon belül Louisiana államban található. Megyeszékhelye és legnagyobb városa Opelousas. Lakosainak száma 82 540 fő (2020. április 1.). St. Landry megye Avoyelles, Pointe Coupee, St. Martin, Lafayette, Acadia és Evangeline megyékkel határos.

## Népesség
A megye népességének változása:
| Lakosok száma | 83 506 | 83 437 | 83 450 | 83 454 | 83 848 | 82 540 |
|               | 2010   | 2011   | 2012   | 2013   | 2015   | 2020   |